# Villiers-en-Plaine
Villiers-en-Plaine là một xã thuộc tỉnh Deux-Sèvres trong vùng Nouvelle-Aquitaine phía tây nước Pháp. Xã này nằm ở khu vực có độ cao trung bình 38 mét trên mực nước biển.